# Union Springs (Alabama)
Union Springs es una ciudad ubicada en el condado de Bullock en el estado estadounidense de Alabama. En el censo de 2000, su población era de 3670.

## Demografía
En el 2000 la renta per cápita promedia del hogar era de $18,520 , y el ingreso promedio para una familia era de $20,645. El ingreso per cápita para la localidad era de $9,666. Los hombres tenían un ingreso per cápita de $17,059 contra $15,966 para las mujeres.

## Geografía
Union Springs está situado en 32°8′24″N 85°42′46″O / 32.14000, -85.71278 (32.140113, -85.712804)
Según la Oficina del Censo de los EE. UU., la ciudad tiene un área total de 0.57 millas cuadradas (1.48 km²).